# Amado Guevara
Amado Guevara (Tegucigalpa, 1976. május 2. –) hondurasi válogatott labdarúgó.